# Jason Gray
Jason Gray (18 de enero de 1972) es un cantante estadounidense de música cristiana. Ha realizado álbumes independientes y desde el 2006 ha publicado discos con la compañía discográfica Centricity Music. Sus canciones More Like Falling in Love, "Good to Be Alive", "Remind Me Who I Am" y "With Every Act of Love", han logrado posicionarse entre los primeros 20 lugares de la lista Hot Christian Songs de la Revista Billboard.
Nacido en una familia del sur de Minessota, Gray pasó seis años trabajando en un ministerio juvenil antes de aparecer en la escena musical como artista independiente en 1999. Gray tiene un desorden en el habla llamado tartamudeo por lo cual su obra se enfoca en el concepto cristiano de encontrar fortaleza en Dios, antes las propias debilidades.   
Gray ha colaborado con otros músicos cristianos prominentes, de los cuales destacan Jeremy Camp, Sara Groves, Sanctus Real, Matthew West, entre otros. En 2010 participó en el Tour patrocinado por World Vision "Make a Difference Tour 2010", al lado de artistas como Third Day, y Michael W. Smith.

## Discografía
Como Jason Gay
- The Singer & the Song (1997)
- A Place Called Hope (2001)
- The Better Part of Me (2005)

Como Jason Gray
- All the Lovely Losers (2007)
- Everything Sad Is Coming Untrue (2009)
- A Way to See in the Dark (2011)
- Christmas Stories: Repeat the Sounding Joy (2012)
- Love Will Have the Final Word (2014)